# 大街区方式土地区画整理事業
大街区方式土地区画整理事業（だいがいくほうしきとちくかくせいりじぎょう、通称：スーパー区画整理事業）は、大街区方式を利用した土地区画整理事業。

## 概要
東京都では、臨海副都心の開発において導入されている。土地区画整理事業において、事業の施行者は広幅員の道路など施行区域の骨格となる広域的根幹的施設のみを整備して大きな街区を単位とした区画に整理し、個々の街区内の開発整備は地権者に委ねる、という方式。
大きな街区を単位とした開発方式を「スーパーブロック方式」とよぶことから、この一次開発で行う本事業はスーパー区画整理事業と通称されている。
一次開発で開発利益を吸収した広域的根幹施設の整備を行い、区画内道路や街区公園などの身近な公共施設の整備等、その後民間活力を活かし個々の地権者の自由な発想に基づく二次開発が可能となる、などの特徴がある。